# Willy De Nolf
Willy De Nolf (Roeselare, 1917 – aldaar, 1981) was een Belgische bedrijfsleider. Hij is de oprichter van de Roularta Media Group.

## Biografie
Willy De Nolf was de zoon van Joseph De Nolf, handelaar en van 1947 tot 1964 burgemeester van Roeselare. Willy De Nolf studeerde rechten en was aanvankelijk aan de balie in Kortrijk als advocaat werkzaam. In 1954 hield hij de advocatuur voor gezien en richtte de NV Roularta op. Dit was een uitgeverij-drukkerij in Roeselare die twee lokale weekbladen uitgaf : 'De Roeselaarse Weekbode' (die al sedert kort na de Tweede Wereldoorlog verscheen) en 'Advertentie', een gratis huis-aan-huisblad met reclame.
Om zijn 'Advertentie' te kunnen uitbreiden nam De Nolf andere lokale weekbladen in West-Vlaanderen over. Het betrof steeds weekbladen die in een bepaalde regio streek- of stadsnieuws brachten. In 1957 werd ‘De Mandelpost’ in buurstad Izegem al overgenomen. Daarna volgden onder meer ‘De Torhoutenaar’ (1960), ‘Burgerwelzijn’ (1968), ‘Het Ypersch Nieuws’ (1979), ‘De Zondag (1978), ‘De Zeewacht’ (1980), ... Veel van deze bladen kregen nieuwe namen zoals ‘De Weekbode’. Zij vormden de grondslag voor de latere ‘De Krant van West-Vlaanderen’ dat midden de jaren 1990 vorm zou krijgen. Er kwam ook aandacht voor advertentiebladen buiten de provincie. In 1979 werden deze advertentiebladen omgevormd tot ‘De Streekkrant’
In 1963 trok De Nolf een nieuwe drukkerij op in de Meiboomlaan. Deze drukkerij werd de thuisbasis van de huidige Roularta Media Group. In de jaren 1970 werd naast de week- en advertentiebladen een nieuw medium aangeboord: de nieuwsmagazines. In 1971 vormde het weekblad ‘Knack’ een succes voor de mediagroep. In 1972 kwam Willy’s zoon Rik in het bedrijf, meer bepaald als directeur magazines. Roularta zou zich steeds nationaler gaan richten. In 1975 kwam bijvoorbeeld het financieel-economisch blad ‘Trends’ dat kort nadien ook in het Frans verscheen. In 1980 werd ook een eerste sportmagazine uitgegeven. 